# Victory (álbum de The Jacksons)
Victory es un álbum de The Jacksons lanzado en agosto de 1984, después del álbum más exitoso del líder de la banda musical, Thriller, de Michael Jackson. El álbum alcanzó tales ventas (5 millones), que se convirtió en el más exitoso y vendido de The Jacksons contribuyendo a relanzar las ventas de Thriller hasta ser, finalmente, eclipsado por este.
Victory incluye temas de estilo Hard rock como Torture o State Of Shock, y baladas como One More Chance y Be Not Always. También otros temas claramente influenciados por el funk como Wait o Body. El anuncio de una gira de conciertos por los Estados Unidos que reuniría a todos los hermanos, precedió al lanzamiento del disco, que debutó en la posición n.º 4 en el Billboard 200' de dicho país.
Incomprensiblemente, en la gira que hicieron por aquella época no interpretaron ningún tema del disco, a pesar de llamarse igual que este, Victory Tour. El título escogido para dicho tour parecía anunciar el futuro más inmediato de la banda; y de hecho en el último concierto del mismo, el 12 de diciembre de 1984 en el Dodger Stadium de Los Ángeles, California, el propio Michael, quien fue el cantante principal en todos aquellos conciertos, anunció que dejaba el grupo. Más tarde, Marlon Jackson también abandonó la banda, quedando en suspenso la continuidad de la misma; duda que no se resolvería hasta 1989 con la aparición del disco de The Jacksons titulado, 2300 Jackson Street.

## Producción
Tras la celebrada reunión de The Jacksons, a la que se unió Jermaine Jackson en el especial de televisión de 1983 llamado Motown 25: Yesterday, Today, Forever, este decidió regresar a la banda. Para entonces Jermaine Jackson ya había dejado la Motown, tras una irregular carrera musical como solista que había arrancado en 1975. Joe Jackson, todavía representante de la banda, celebró que Jermaine volviera al grupo y que este se ampliara ahora a seis miembros, con los cuales vislumbró un gigantesco tour que recopilaría los mejores canciones de sus hijos, desde la época de los Jackson Five a la de The Jacksons, incluyendo las canciones más memorables de sus dos cantantes solistas, Michael y Jermaine Jackson. Para apoyar el tour, los hermanos Jackson volvieron al estudio de grabación con idea de hacer un álbum que fuera recordado por su musicalidad, su calidad y por incluir la también la vuelta de Jermaine al grupo. Jugando con la idea de una larga carrera de fondo, en la que los hermanos se acercaban al esprín final, llamaron a este disco Victory, aunque en realidad dicho nombre se extrajo de una canción del mismo título, que como un  outtake, jamás apareció en el álbum.
Realizado en varios estudios de grabación, Victory fue producido por Steve Porcaro, Greg Ladanyi y The Jacksons.

## Grabación
Victory contiene sólo ocho canciones. Son ocho tracks compuestos principalmente por todos los miembros de The Jacksons, excepto Jermaine. Pese a esta imagen de unidad, los hermanos rara vez trabajaron juntos en el proyecto: cada uno por separado compuso sus canciones y de hecho, cada hermano ejerció de solista en, por lo menos una canción, rompiendo la unidad tradicional de la banda, en la que, o Michael o Jermaine eran los cantantes solistas; unidad que fue respetada únicamente en el tema Torture, un dúo de solistas entre Michael y Jermaine, en medio de los excelentes coros del resto de la banda.
El resultado de esta desunión es un disco hiper-producido, que incorporó los sonidos más rompedores de la época, y sin huir de las bases tradicionales de rhythm and blues de The Jacksons, se asentaba en sonidos más funkies, y además, tal y como había hecho antes Michael Jackson con Beat it, exploraba algunas bases del hard rock más comercial. Un ejemplo de esto último fue State of shock, un desgarrador tema en el que en un principio iba a participar Freddie Mercury y al que al final únicamente se unió Mick Jagger, en un histórico dúo con Michael Jackson. Como solista tradicional de The Jacksons, Michael Jackson también se hizo cargo de la triste y extraña balada titulada  "Be Not Always" , y con la excepción de Torture, volvemos a oírle haciendo improvisaciones vocales en Wait y finalmente, es nombrado como corista principal en el tema One more chance, del que Randy Jackson es el único solista, además de su autor.

## Lista de canciones
1. "Torture" (Jackie Jackson, Kathy Wakefield)
2. "Wait" (Jackie Jackson, David Paich)
3. "One More Chance" (Randy Jackson)
4. "Be Not Always" (Michael Jackson, Marlon Jackson)
5. "State Of Shock" -con Mick Jagger- (Michael Jackson, Randy Hansen)
6. "We Can Change The World" (Tito Jackson, Wayne Arnold)
7. "The Hurt" (Michael Jackson, Randy Jackson, David Paich, Steve Porcaro)
8. "Body" (Marlon Jackson)

## Singles
- "State Of Shock". Publicado en junio de 1984 y, como anticipo del disco simultámente en todo en el mundo, alcanzó el n.º 3 en el Billboard Hot 100.[1]
- "Torture". Publicado en setiembre de 1984, consiguió el nº17 en el Billboard
- "Body". Noviembre de 1984, se quedó en el puesto nº47 del Billboard.

## Carátula
Las tensiones que se vivieron entre los hermanos durante la grabación del disco, así como en la preparación y financiación del Victory Tour tuvieron como resultado final que prácticamente no existan muchas fotografías de la época, y aún menos, de la grabación de Victory. La portada del primer sencillo, State of shock, no presenta ninguna imagen de The Jacksons, ni de Michael Jackson ni de Mick Jagger. No hubo ningún video para promocionar esta canción.
La portada del álbum presenta un dibujo de los seis hermanos como si se hubieran detenido, en el medio de la noche, en una carretera que atraviesa un desierto y se eleva hasta el espacio. El dibujo es obra del artista Michael Whelan. En la primera edición de Victory, se observa una paloma sobre el hombro de Randy. En posteriores ediciones, la paloma fue eliminada.
Llama la atención la grafía y el tipo de letras que componen el nombre "The Jacksons", donde la última S se asemeja al número 5, en alusión a The Jackson 5.
- http://www.coveralia.com/discos/the_jacksons-victory.php

## Vídeos
Se realizaron dos videos, pero en ninguno de ellos aparece la banda al completo. El primero fue para Torture, donde curiosamente la banda está integrada por cinco hermanos, cuando en realidad en esa canción intervinieron los seis, siendo Jermaine Jackson, junto con Michael, sus solistas principales. En el video, de influencias  kafquianas, los hermanos se enfrentan a sus propias pesadillas: el amor, la muerte o la fama efímera. Fue coreografiado por Paula Abdul.
Body fue el segundo y último video. En este vídeo sólo aparecen Marlon y Randy Jackson como directores de casting eligiendo chicas para un hipotético espectáculo.
Michael Jackson no participó en ninguno de los dos videos.

Torture - The Jacksons (Music Video)
Body - The Jacksons

## Outtakes
- "There Must Be More to Life Than This"  (Freddie Mercury)  - (Dos versiones, una toma con Jackson en solitario y Freddie Mercury al piano, otra en un dúo entre ambos cantantes)
- "Doing Dirty"  (Michael Jackson, Marlon Jackson)
- "Far Far Away"  (Michael Jackson)
- "Power"  (Jackie Jackson)
- "Bad Company"  (Michael Jackson)
- "Chicago 1945"  (Michael Jackson)
- "Dream Away"  (Michael Jackson)
- "Pyramid Girl"  (Michael Jackson) - (Primera versión "Liberian Girl" de Michael Jackson, años más tarde regrabada para su álbum Bad)
- "Nona"  (Jackie Jackson)
- "State Of Shock"  (Michael Jackson, Randy Hansen) - (Demo de la canción del mismo título pero grabada con Freddie Mercury en lugar de Mick Jagger)
- "Born to Love"  (Michael Jackson)
- "Still in Love with You"  (Michael Jackson)
- "Tender"  (Michael Jackson)
- "Buffalo Bill"  (Michael Jackson)
- "Where Do I Stand"  (Marlon Jackson)
- "Victory"  (Michael Jackson, Freddie Mercury) - (Tres versiones: una toma donde sólo canta Michael Jackson; una versión con Freddie Mercury y finalmente,  una versión con toda la banda Queen)